# Bistum Cyangugu
Das Bistum Cyangugu (lat.: Dioecesis Cyanguguensis) ist eine in Ruanda gelegene römisch-katholische Diözese mit Sitz in Cyangugu.

## Geschichte
Das Bistum Cyangugu wurde am 5. November 1981 durch Papst Johannes Paul II. mit der Apostolischen Konstitution Nihil aestimamus aus Gebietsabtretungen des Bistums Nyundo errichtet und dem Erzbistum Kigali als Suffraganbistum unterstellt.

## Bischöfe von Cyangugu
- Thaddée Ntihinyurwa, 1981–1996, dann Erzbischof von Kigali
- Jean Damascène Bimenyimana, 1997–2018
- Edouard Sinayobye seit 2021